# لاوفنبورگ، آلمان
شهر لاوفنبورگ، آلمان (به آلمانی: Laufenburg, Germany) در ایالت بادن-وورتمبرگ در کشور آلمان واقع شده‌است.